# كأس الكؤوس الآسيوية 2002

## الدور الأول

### غرب آسيا
| الفريق الأول       | إجم.        | الفريق الثاني          | مباراة الذهاب | مباراة الإياب |
| ------------------ | ----------- | ---------------------- | ------------- | ------------- |
| السد               | 2 - 2 (3-5) | فجر شهيد سباسي         | 1–1           | 1–1           |
| شعب حضرموت         | 3 – 7       | الوحدات                | 3–2           | 0–5           |
| العين              | × – ×1      | السالمية               |               |               |
| الأقصى             | 4 – 4       | القوة الجوية           | 1–0           | 3–4           |
| تشرين              | 3 – 4       | الهلال                 | 2–3           | 1–1           |
| نيسا اسقبط         | 2 – 4       | ريغار تاداز تورسونزودا | 1–0           | 1–4           |
| سكا - بي في بيشكيك | 3 – 4       | باختاكور               | 2–1           | 1–3           |
| الشباب             | تأهل مباشر  |                        |               |               |

1 انسحاب السالمية

### شرق آسيا
| الفريق الأول       | إجم.       | الفريق الثاني    | مباراة الذهاب | مباراة الإياب |
| ------------------ | ---------- | ---------------- | ------------- | ------------- |
| جنوب الصين         | 1× – ×     | شباب نيجومبو     |               |               |
| فيكتوري            | 4 – 2      | بي اس ام ماكاسار | 3–0           | 1–2           |
| لم يتأكد الفريق    | 2× – ×     | كونغ آن          |               |               |
| شيميزو إس بولس     | تأهل مباشر |                  |               |               |
| تشونبوك            | تأهل مباشر |                  |               |               |
| تشونغتشينغ ليفان   | تأهل مباشر |                  |               |               |
| اتحاد القوة الجوية | تأهل مباشر |                  |               |               |
| هوم يونايتد        | تأهل مباشر |                  |               |               |

1 انسحاب شباب نيجومبو 

2 انسحاب ممثل باكستان

## الدور الثاني

### غرب آسيا
| الفريق الأول | إجم.  | الفريق الثاني          | مباراة الذهاب | مباراة الإياب |
| ------------ | ----- | ---------------------- | ------------- | ------------- |
| الشباب       | 2 – 3 | السد                   | 0–0           | 2–3           |
| الوحدات      | 2 – 3 | العين                  | 2–1           | 0–2           |
| الهلال       | 7 – 1 | الأقصى                 | 5–0           | 2–1           |
| باختاكور     | 3 – 5 | ريغار تاداز تورسونزودا | 2–2           | 1–3           |

### شرق آسيا
| الفريق الأول       | إجم.   | الفريق الثاني  | مباراة الذهاب | مباراة الإياب |
| ------------------ | ------ | -------------- | ------------- | ------------- |
| جنوب الصين         | 3 – 8  | شيميزو إس بولس | 3–2           | 0–6           |
| تشونبوك            | 12 – 0 | فيكتوري        | 8–0           | 4–0           |
| تشونغتشينغ ليفان   | 9 – 1  | كونغ آن        | 8–1           | 1–0           |
| اتحاد القوة الجوية | 1 – 5  | هوم يونايتد    | 1–0           | 0–5           |

## ربع النهائي

### غرب آسيا
| الفريق الأول           | إجم.  | الفريق الثاني | مباراة الذهاب | مباراة الإياب |
| ---------------------- | ----- | ------------- | ------------- | ------------- |
| السد                   | 2 – 2 | العين         | 1–0           | 1–2           |
| ريغار تاداز تورسونزودا | 0 – 5 | الهلال        | 0–2           | 0–3           |

### شرق آسيا
| الفريق الأول | إجم.  | الفريق الثاني    | مباراة الذهاب | مباراة الإياب |
| ------------ | ----- | ---------------- | ------------- | ------------- |
| تشونبوك      | 3 – 3 | شيميزو إس بولس   | 1–1           | 2–2           |
| هوم يونايتد  | 0 – 4 | تشونغتشينغ ليفان | 0–2           | 0–2           |

## نصف النهائي

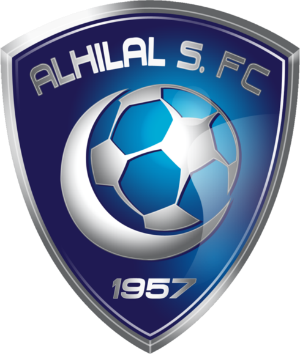
شعار الهلال الفائزة بكأس الكؤوس الآسيوية 2002

| السد | 0 – 1 | الهلال            |
| ---- | ----- | ----------------- |
|      |       | ادميلسون دياز 49' |

| تشونبوك               | 2 – 0 | تشونغتشينغ ليفان |
| --------------------- | ----- | ---------------- |
| بارك سونغ باي 20' 85' |       |                  |

## تحديد المركز الثالث
| السد | 0 – 0 | تشونغتشينغ ليفان |
| ---- | ----- | ---------------- |
|      |       |                  |

## النهائي
| الهلال                             | 2 – 1 | تشونبوك                           |
| ---------------------------------- | ----- | --------------------------------- |
| ادميلسون دياز 49' · حسين العلي 98' |       | خوليو سيزار غوفيا 73' (ركلة جزاء) |

## البطل
| بطل كأس الكؤوس الآسيوية 2002 نادي الهلال |
| ---------------------------------------- |
| · السعودية · للمرة الثانية               |